# Богорский, Фёдор Митрофанович
Фёдор Митрофанович Богорский (16 сентября 1868 — после февраля 1919) — российский и украинский военный деятель, полковник российской императорской армии. Георгиевский кавалер.

## Биография
Сын священника. Окончил 3 класса Киевской духовной семинарии. В августе 1886 года поступил на воинскую службу вольноопределяющимся 1-го разряда в 131-й пехотный Тираспольский полк. В 1889 году окончил Киевское пехотное юнкерское училище.
В том же году выпущен подпрапорщиком в Крымский 73-й пехотный полк, затем стал подпоручиком. С мая 1891 по сентябрь 1892 года заведовал охотничьей командой. Поручик (с 1893). Штабс-капитан (с 1901). Капитан (с 1902). С мая 1903 г. — начальник учебной команды. 25.01.1904 г. уволен в запас.
Участник русско-японской войны 1904—1905 годов. На 01.09.1909 года служил в 12-м пехотном Сибирском резервном Барнаульском полку.
В 1910 года — командир 4-й роты 12-го пехотного Сибирского резервного Барнаульского полка. На 1911 и 01.11.1913 гг. — в 44-м Сибирском стрелковом полку. В 1914 году — командир 4-го батальона того же полка.
Участник Первой мировой войны. Подполковник (с 20.05.1915). Командовал 2-м батальоном 56-го Сибирского стрелкового полка (2-й очереди; с 18.07.1914).
Полковник (с 09.03.1916). Командир 49-го Сибирского стрелкового полка (с 13.06.1916; на 10.1917 в должности).
С конца 1917 года в Армии УНР. С 31.12.1917 года командовал украинским полком, формировавшегося из солдат 13-й Сибирской стрелковой дивизии на базе 75-го Сибирского стрелкового полка.
В конце 1918 года вошёл с полком в состав 108-й пехотной дивизии, которую и возглавлял вплоть до её расформирования в апреле 1918 года. После демобилизации проживал как частное лицо.
06.11.1918 был мобилизован в 9-й пехотный Винницкий полк армии Украинской державы гетмана Скоропадского под протекторатом Германской империи. 01.02.1919 года переведен в 19-ю пехотную дивизию Армии УНР на должность помощника начальника дивизии.
Дальнейшая судьба неизвестна.
Сын Игорь Фёдорович Богорский (1898 — ?) окончил в 1916 г. Барнаульское реальное училище. Учился в Петроградском политехническом институте и Гардемаринских классах. В апреле 1918 г. вернулся в Барнаул, в ноябре 1918 г. был мобилизован в белую армию и как бывший гардемарин направлен в бригаду Морских стрелков, формируемую в Красноярске, где служил до июля 1919 г. С 20.06.1919 г. прапорщик по морской части, затем мичман. В июле 1919 г. направлен на фронт в 1-й полк Морских стрелков, назначен на должность помощника полкового адъютанта. Участник Сибирского ледяного похода. Отступал с полком до г. Черемхово, где был взят в плен. Переболел сыпным тифом и воспалением лёгких. Затем служил в Забайкальской Военно-инженерной дистанции, в качестве чертежника на постройке электростанции в пос. Антипиха под Читой, затем заведующим электростанцией. В 1922 г. демобилизован, до 1924 г. жил и работал в Забайкалье. Осенью 1924 г. переехал в г. Свердловск и до 1933 г. работал на различных должностях на предприятиях горной и металлургической промышленности Уральской области. Скрывая службу в белой армии и офицерское звание, некоторое жил под чужой фамилией, за что в 1925 г. арестовывался ОГПУ. С мая 1933 г. работал главным механиком на Северском металлургическом заводе в пос. Северский Полевского района Свердловской обл. 09.07.1933 г. арестован ОГПУ по делу о вредительстве на предприятиях чёрной металлургии, 14.11.1933 г. приговорен к 10 годам ИТЛ.

## Награды
- орден Святого Станислава 3 степени (01.07.1902),
- Орден Святой Анны 3 степени (1910),
- орден Святого Станислава 2 степени (06.12.1913), * * Орден Святого Владимира 4 степени с мечами и бантом,
- Орден Святого Владимира 3 степени с мечами
- Орден Святого Георгия 4 степени (Приказ по 7-й армии 31.10.1917)